# Kingston Bagpuize
Kingston Bagpuize är en by i civil parish Kingston Bagpuize with Southmoor, i distriktet Vale of White Horse, i grevskapet Oxfordshire, i England. Byn ligger 13 km från Oxford. Orten har 2 269 invånare (2001).
Kingston Bagpuize var en civil parish fram till 1971 när blev den en del av Kingston Bagpuize with Southmoor. Civil parish hade 166 invånare år 1961.